# Liste der Baudenkmale in Dersenow
In der Liste der Baudenkmale in Dersenow sind alle Baudenkmale der Gemeinde Dersenow (Landkreis Ludwigslust-Parchim) und ihrer Ortsteile aufgelistet (Stand: Januar 2021).

## Dersenow
| ID | Lage                                                  | Bezeichnung                                               | Beschreibung | Bild                                                      |
| -- | ----------------------------------------------------- | --------------------------------------------------------- | ------------ | --------------------------------------------------------- |
|    | Bundesstraße 6 (Karte)                                | Wohnhaus                                                  |              | Wohnhaus                                                  |
|    | Bergstraße 20 (Karte)                                 | Inspektorhaus                                             |              |                                                           |
|    | Bergstraße 22 (Karte)                                 | Gutshaus - Neuer Flügel mit Park                          |              |                                                           |
|    | Bundesstraße (Karte)                                  | Kapelle mit Friedhof                                      |              | Weitere Bilder                                            |
|    | Neue Straße 2 (Karte)                                 | ehemaliges Maschinenhaus                                  |              |                                                           |
|    | Bundesstraße B5 (i.R. Ludwigslust, 1 km vor Dersenow) | Meilenstein mit gusseiserner Tafel mit Entfernungsangaben |              | Meilenstein mit gusseiserner Tafel mit Entfernungsangaben |
|    | Zum Postweg 2 (Karte)                                 | ehemalige Reithalle, Wohnhaus                             |              | ehemalige Reithalle, Wohnhaus                             |
|    | Zum Postweg 6 (Karte)                                 | ehem. Taubenschlag (Wohnhaus)                             |              |                                                           |

## Dammereez
| ID | Lage                                 | Bezeichnung                                       | Beschreibung | Bild                                              |
| -- | ------------------------------------ | ------------------------------------------------- | ------------ | ------------------------------------------------- |
|    | Am Schlosspark 4 (Karte)             | ehem. Wasserturm der Gutsanlage                   |              | ehem. Wasserturm der Gutsanlage                   |
|    | An der Kreisstraße, Friedhof (Karte) | Feierhalle (ehem. Mausoleum)                      |              |                                                   |
|    | Am Schlosspark (vor dem Gutshaus)    | Gedenkstein zur Bodenreform vor Gutshaus          |              |                                                   |
|    | Am Schlosspark 1 (Karte)             | Gutshaus mit Park und Feldsteinmauer und -pfosten |              | Gutshaus mit Park und Feldsteinmauer und -pfosten |
|    | Schlossstraße (Karte)                | Gefallenendenkmal 1914/1918                       |              |                                                   |
|    | verlängerte Schlossstraße (Karte)    | Sühnekreuz, sog. Schäferstein                     |              |                                                   |

## Sonnenberg
| ID | Lage                    | Bezeichnung | Beschreibung | Bild |
| -- | ----------------------- | ----------- | ------------ | ---- |
|    | Am Sonnenberg 5 (Karte) | Scheune     |              |      |

## Ehemalige Denkmale

### Dersenow
| ID | Lage                  | Bezeichnung                       | Beschreibung | Bild |
| -- | --------------------- | --------------------------------- | ------------ | ---- |
|    | (Karte)               | Speicher, gegenüber Bergstraße 22 |              |      |
|    | Dorfstraße 1a (Karte) | ehemalige Gutsmosterei            |              |      |